# Villanueva de Bogas (kommunhuvudort)
Villanueva de Bogas är en kommunhuvudort i Spanien.   Den ligger i provinsen Toledo och regionen Kastilien-La Mancha, i den centrala delen av landet, 80 km söder om huvudstaden Madrid. Villanueva de Bogas ligger 657 meter över havet och antalet invånare är 816.
Terrängen runt Villanueva de Bogas är huvudsakligen platt, men åt sydväst är den kuperad. Runt Villanueva de Bogas är det glesbefolkat, med 11 invånare per kvadratkilometer. Närmaste större samhälle är Mora, 10,8 km väster om Villanueva de Bogas. Omgivningarna runt Villanueva de Bogas är i huvudsak ett öppet busklandskap.